# Ricinidae
Ricinidae (лат.) — семейство бескрылых насекомых подотряда Amblycera из отряда пухоедов и вшей. Постоянные паразиты птиц. Около 100 видов.

## Описание
Мелкие насекомые, длина менее 5 мм. Голова продолговатая, почти коническая. Усики 4- или 5-члениковые. Пронотум отделён от остальной груди, но мезонотум, метанотум и 1-й тергит первого абдоминального сегмента слиты. На III-VIII-м абдоминальных сегментах расположено 6 дыхалец. От прочих представителей Amblycera отличаются отсутствием лабиальных щупиков.
В Европе отмечены на воробьинообразных птицах из семейств: Oriolidae, Fringillidae, Alaudidae, Motacillidae, Prunellidae, Sylviidae, Troglodytidae, Muscicapidae, Paridae, Turdidae и Bombycillidae.

## Систематика
3 рода. Ранее включали в состав семейства Laemobothriidae. Около 100 видов.
- Ricinus De Geer, 1778 — 65 видов, на воробьинообразных птицах[7]
- Trochiliphagus Carriker, 1960 — 13 видов, Новый Свет, на колибри
- Trochiloecetes Paine et Mann, 1913 — более 30 видов, Новый Свет, на колибри